# Johann Friedrich Miescher

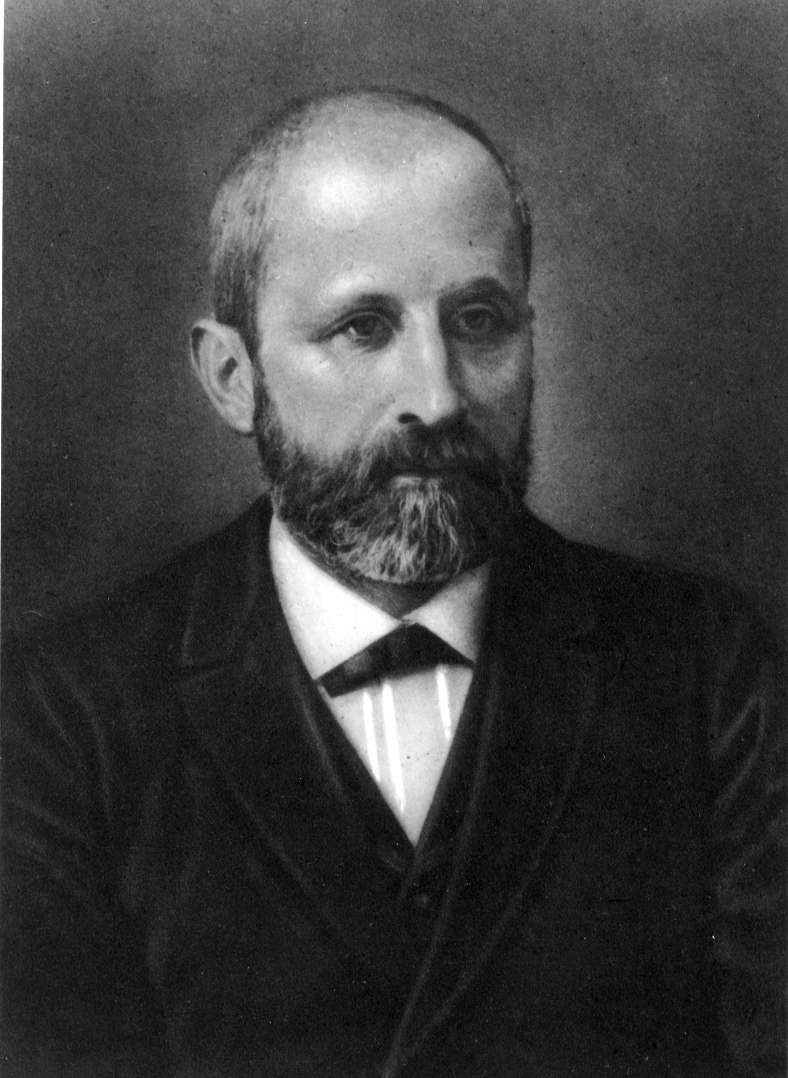
Friedrich Miescher

Johann Friedrich Miescher (Basileia, 13 de agosto de 1844 – Davos, 26 de agosto de 1895) foi um bioquímico suíço que descobriu o ácido desoxirribonucleico em 1869.
Seu objetivo era identificar os componentes químicos do núcleo celular. Miescher descobriu no núcleo celular uma substância desconhecida dos químicos, rica em átomos de fósforo e de nitrogênio, que foi denominada nucleína, e depois ácido nucléico. Por volta de 1920 já sabia que os ácidos nucleicos eram constituídos por três tipos de substâncias químicas: açúcares, ácido fosfórico e bases nitrogenadas. E foi descoberto o RNA (ácido ribonucléico). 
Após sua formação como médico, mudou-se para Tübingen para trabalhar no laboratório do bioquímico Hoppe-Seyler, com o objetivo de elucidar os blocos de construção da vida. Escolha de leucócitoscomo sua fonte de material, ele primeiro investigou as proteínas nessas células. No entanto, durante esses experimentos, ele percebeu uma substância com propriedades inesperadas que não correspondiam às das proteínas. Miescher havia obtido a primeira purificação crua de DNA. Ele ainda examinou as propriedades e a composição dessa substância enigmática e mostrou que ela era fundamentalmente diferente das proteínas. Devido à sua ocorrência nos núcleos das células, ele chamou a nova substância de “nucleína” um termo ainda preservado no nome atual de ácido desoxirribonucléico.

## Biografia
Friedrich (Fritz) Miescher nasceu na Basiléia na Suíça. A família Miescher era muito respeitada e fazia parte  da elite intelectual da Basiléia. O pai de Friedrich era físico e ensinava anatomia patológica, já seu tio, Wilhelm His, era um embriologista muito conhecido. Miescher era um estudante excelente, apesar de sua timidez e dificuldade de audição. Inicialmente queria ser padre, mas seu pai se opôs a ideia, então Miescher acabou ingressando na escola de medicina.
Quando terminou sua graduação em 1868, Miescher fez especializações onde interações diretas com pacientes não eram necessárias, devido ao seu problema de audição. Então, decidiu seguir carreira no ramo da pesquisa médica. Dando continuidade aos seus estudos, foi para a Universidade de Tübingen para estudar sob as orientações de Felix Hoppe-Seyler (um importante fisiologista e químico da época) em uma recém criada faculdade de ciência natural.
O laboratório de Hoppe-Seyler era o primeiro da Alemanha a dar foco em química tecidual. Numa época onde cientistas debatiam o conceito de “célula”, Hoppe-Seyler em seu laboratório já isolava moléculas provindas de células. Miescher recebeu então de Hoppe-Seyler, a tarefa de pesquisar a composição de células linfóides – células da linhagem branca do sangue.
Essas células eram difíceis de serem extraídas de glândulas linfáticas, mas elas eram encontradas em grande quantidade em amostras de pus em infecções. Observando isso, Miescher foi até uma clínica próxima, coletou bandagens já utilizadas em pacientes e fez um lavado do pus presente nelas. Então, através de experimentos, isolou uma molécula nova, presente no núcleo das células, que chamou de nucleína. Ele observou que a nucleína, era composta de hidrogênio, oxigênio, nitrogênio e fósforo e que existia uma única ligação entre o fósforo e o nitrogênio. Além disso, Miescher conseguiu isolar a nucleína de outros tipos de célula. Sua pesquisa sobre a nucleína foi publicada apenas em 1871. Pelo fato da nucleína ser uma molécula tão única, Hoppe-Seyler estava cético e preferiu confirmar os resultados de Miescher antes da publicação.
Miescher continuou a trabalhar com a nucleína pelo resto de sua carreira. Ele também examinou as mudanças metabólicas que ocorrem no salmão quando desovam. Em 1872, Miescher foi apontado como professor de fisiologia na Universidade da Basiléia, posição esta ocupada anteriormente pelo seu pai, que havia sido sucedido pelo seu tio. Esse cargo oferecia maiores investimentos e equipamentos para as pesquisas, porém isso também significava que Miescher teria que lecionar. Apesar de se esforçar e de dedicar grande parte do seu tempo para ensinar, Miescher não era um bom professor. Sua timidez e preocupação com suas pesquisas tornaram difícil para ele a relação com seus alunos. Ele era perfeccionista e viciado por trabalho e frequentemente trabalhava longas horas por dia para isolamentos de nucleína.
Miescher acreditava, por si mesmo, que proteínas eram moléculas da hereditariedade. Através de seus estudos, lançou as bases para diversas descobertas moleculares. Friedrich Miescher morreu em 1895, após contrair uma tuberculose.